# Montanushof
Montanushof, vermutlich bis in die zweite Hälfte der 1930er Jahre offiziell Wüstenstraße genannt, ist eine Hofschaft in der bergischen Großstadt Solingen.  

## Lage und Beschreibung
Der Ort befindet sich am Rande eines Höhenzugs oberhalb des Nacker Bachtals im Süden des Stadtteils Merscheid nahe der Grenze zu Aufderhöhe und Höhscheid. Er ist mithilfe der Straße Montanushof von der Landesstraße 67, der Löhdorfer Straße, aus zu erreichen, die als Höhenrückenstraße zwischen Aufderhöhe und Mangenberg verläuft. Nördlich von Montanushof verläuft die Bahnstrecke Solingen–Remscheid, dahinter befindet sich das Industriegebiet Schmalzgrube. Montanushof ist von landwirtschaftlich genutzten Flächen umgeben, das Gelände fällt nach Südosten zum Nester Kotten hin, teils steil ab. 
Benachbarte Orte sind bzw. waren (von Nord nach West): Dahler Hammer, Schmalzgrube, Hübben, Schaafenmühle, Nester Kotten, Oben- und Mittelkatternberg, Cronenmühle, Straßen, Schorberg und Klein-Heipertz.

## Etymologie
Der ursprüngliche Name des Ortes lautete Wüstenstraße. Der Solinger Stadthistoriker Heinz Rosenthal vermutet darin – ähnlich wie bei dem Hofschaftsnamen zur Straßen – einen Hinweis auf die Lage des Ortes in der Nähe einer wichtigen Alt- beziehungsweise historisch bedeutsamen Landstraße. Über die Löhdorf-Mangenberger Straße, an der der Hof sich befand, verlief der mittelalterliche Warenverkehr zwischen Solingen und der Handelsstadt Köln.:90f.
Aus heute unerfindlichen Gründen wurde dieser alte Hofschaftsname vermutlich in der zweiten Hälfte der 1930er Jahre zu Ehren des Schriftstellers Vinzenz Jakob von Zuccalmaglio, dessen Pseudonym Montanus lautete, umbenannt. Die Umbenennung stand jedoch nicht im Zusammenhang mit den rund 200 Straßennamen, die am 26. April 1935 in ganz Solingen geändert wurden.

## Geschichte
Montanushof bzw. Wüstenstraße wurde bereits im Jahre 1488 als Wüste Snorres Straite im Zehntregister des Klosters Altenberg erstmals urkundlich erwähnt.:2 Im Jahre 1715 ist der Ort in der Karte Topographia Ducatus Montani, Blatt Amt Solingen, von Erich Philipp Ploennies mit einer Hofstelle verzeichnet und als wüſtenſtrat benannt. Wüstenstraße wurde in den Ortsregistern der Honschaft Katternberg innerhalb des Amtes Solingen geführt. Die Topographische Aufnahme der Rheinlande von 1824 verzeichnet den Ort als wüste Strasſen, die Preußische Uraufnahme von 1844 verzeichnet ihn als Wüsten Straſs. In der Topographischen Karte des Regierungsbezirks Düsseldorf von 1871 ist der Ort unbenannt verzeichnet.
Nach Gründung der Mairien und späteren Bürgermeistereien Anfang des 19. Jahrhunderts gehörte Wüstenstraße zur Bürgermeisterei Höhscheid, die 1856 zur Stadt erhoben wurde. Die Bergisch-Märkische Eisenbahn-Gesellschaft (BME) trassierte zwischen 1865 und 1867 vom Bahnhof Ohligs-Wald aus eine Stichbahnstrecke bis zum Solinger Bahnhof Weyersberg, die nördlich an Wüstenstraße vorbei trassiert wurde.
Mit der Städtevereinigung zu Groß-Solingen im Jahre 1929 wurde Wüstenstraße ein Ortsteil Solingens. Zwischen 1935 und 1938 wurde der Ort offiziell in Montanushof umbenannt, dieser neue Name ist heute noch im Stadtplan verzeichnet und auch noch gebräuchlich. Bis heute ist Montanushof landwirtschaftlich geprägt, auch einen Reithof gibt es im Ort. Nach den heutigen Stadtbezirks- und Stadtteilgrenzen gehört der Ort zu Merscheid.